# Richard Gasquet
Richard Gabriel Cyr Gasquet là một cựu vận động viên quần vợt chuyên nghiệp người Pháp.Thứ hạng đơn ATP cao nhất trong sự nghiệp của anh ấy là số 7 thế giới, đạt được vào ngày 9 tháng 7 năm 2007. Gasquet đã giành được 16 danh hiệu đơn trong ATP Tour và giành được hơn 600 trận thắng trong sự nghiệp. Thành tích tốt nhất của anh ấy trong các giải đấu đơn Grand Slam là ba lần vào bán kết, hai lần tại Giải vô địch Wimbledon (năm 2007 và 2015) và một lần tại Giải Mỹ mở rộng (năm 2013). Thành tích tốt nhất của anh ấy trong các giải đấu đơn ATP World Tour Masters 1000 là á quân tại Hamburg năm 2005 và Toronto năm 2006 và 2012. Anh ấy đã giành được danh hiệu đôi nam nữ tại Giải quần vợt Pháp Mở rộng 2004, đánh cùng tay vợt nữ với Tatiana Golovin. Anh cũng đã giành được huy chương đồng Olympic đôi nam vào năm 2012 với đối tác đánh đôi Julien Benneteau.
Gasquet được biết đến nhiều nhất với những cú đánh khi bóng nảy lên rất thanh lịch và chơi trái tay bằng một tay. Anh đã nghỉ hưu sau Pháp mở rộng 2025 khi thi đấu với tay vợt người Ý và số 1 thế giới Jannik Sinner.

## Cuộc sống thời thơ ấu
Gasquet sinh ngày 18 tháng 6 năm 1986, tại Béziers, Pháp, nơi anh lớn lên. Mẹ anh, Maryse, và cha anh, Francis, đều là giáo viên sinh học và điều hành một câu lạc bộ quần vợt địa phương ở Sérignan. Điều này đã ảnh hưởng đến Gasquet và anh bắt đầu chơi quần vợt từ năm 4 tuổi với cha mình tại câu lạc bộ. Ngay sau đó, anh được cựu tay vợt số 9 thế giới Pierre Barthès phát hiện ra, người điều hành một trại quần vợt tại khu nghỉ mát ven biển gần đó là Cap d'Agde.
Khi mới 9 tuổi, Gasquet đã được đánh giá là nhà vô địch tương lai trên trang bìa tạp chí Quần vợt Pháp số tháng 2 năm 1996.

## Sự nghiệp chuyên nghiệp

### 2002: Ra mắt ATP và Grand Slam, top 200
Gasquet ra mắt ATP vào tháng 4 năm 2002, tại giải đấu Tennis Masters Series ở Monte Carlo, nơi anh nhận được suất đặc cách vào vòng loại và trở thành tay vợt trẻ nhất từng đủ điều kiện tham gia sự kiện Tennis Masters Series. Ở độ tuổi 15 năm 10 tháng, anh đã đánh bại Franco Squillari của Argentina ở vòng đầu tiên của giải đấu đó để trở thành tay vợt trẻ nhất giành chiến thắng trong trận đấu đánh đơn chính thức của một giải đấu hàng đầu (ATP Tour, Giải quần vợt Grand Prix hoặc Giải vô địch quần vợt thế giới) kể từ Tommy Ho tại Rye Brook vào năm 1988.

### 2004: Nhà vô địch đôi nam nữ French Open, trận chung kết đơn đầu tiên
Năm 2004, Gasquet lần đầu tiên lọt vào trận chung kết đơn ATP Tour tại Metz, thua đồng hương Jérôme Haehnel sau hai sat. Anh cũng giành chức vô địch đôi nam nữ tại French Open cùng năm đó khi đánh đôi với Tatiana Golovin.

### 2005: Danh hiệu đầu tiên & Chung kết Masters, chiến thắng trước tay vợt số 1 thế giới
Gasquet đã bỏ lỡ bảy tuần đầu tiên của mùa giải 2005 vì bệnh thủy đậu. Sau khi bình phục, anh đã giành được danh hiệu Challenger liên tiếp vào tháng 3. Vào tháng 4, với đà thắng liên tiếp mười trận, Gasquet đã lọt vào bán kết của giải đấu Masters Series 2005 tại Monte Carlo, khiến tay vợt số 1 thế giới Roger Federer bất ngờ thất bại ở tứ kết. Anh đã cứu được ba điểm match point trước khi kết thúc trận đấu với tỷ số tie-break là 10–8. Kết quả là, anh đã trở thành tay vợt người Pháp trẻ nhất từng đánh bại một tay vợt số 1 thế giới. Tuy nhiên, nhà vô địch sau đó của giải đấu Rafael Nadal đã đánh bại anh ở bán kết.
Với kết quả giành chiến thắng trước Federer của Gasquet và vừa đánh bại Paradorn Srichaphan trong các set đấu liên tiếp, tay vợt tuổi teen đang lên này đã để thua một cách đáng thất vọng trước Andre Agassi tại Rome. Một tháng sau, anh lọt vào trận chung kết của Hamburg Masters, nơi mà lần này anh đã bị Federer đánh bại trong ba set.
Gasquet phải nghỉ hai tháng cuối mùa giải vì chấn thương khuỷu tay. Anh kết thúc năm với vị trí số một của Pháp lần đầu tiên.

### 2024–2025: Trận đấu thứ 1000 của ATP Tour, giải nghệ tại Roland Garros
Tại Țiriac Open 2024 Gasquet được cho là sẽ chơi trận đấu thứ 1000 trong sự nghiệp của mình với Federico Coria, cùng với những tay vợt đang thi đấu là Djokovic, Nadal và Verdasco để hoàn thành kỳ tích này, nhưng đã rút lui vào cuối giải đấu, sau khi nhận được suất đặc cách vào vòng đấu chính. Anh đã đủ điều kiện vào vòng đấu chính tại Mutua Madrid Open 2024 và chơi trận đấu thứ 1000 trong sự nghiệp của mình ở cấp độ ATP tour với Lorenzo Sonego.
Gasquet tuyên bố từ giã sự nghiệp quần vợt vào ngày 10 tháng 10 năm 2024, lần xuất hiện cuối cùng của anh dự kiến là tại Giải quần vợt Pháp mở rộng 2025.
Ở vòng đầu tiên của giải Pháp mở rộng 2025, anh đã giành chiến thắng trước đồng hương người Pháp 23 tuổi Terence Atmane. Với chiến thắng này, Gasquet đã trở thành tay vợt người Pháp đầu tiên trong kỷ nguyên Mở giành chiến thắng trong trận đấu chính thức đánh đơn tại Roland-Garros sau khi đã bước sang tuổi 38. Anh đã giành được chiến thắng Grand Slam thứ 117 của mình, đứng thứ ba mọi thời đại trong số những người Pháp. Gasquet, người lần đầu tiên chơi trận đấu chính thức trên sân đất nện Paris vào năm 2002, đang có lần thứ 75 trong sự nghiệp tham dự Grand Slam, đứng thứ tư mọi thời đại. Ở vòng 2, Gasquet để thua tay vợt số 1 thế giới và hạt giống số 1 Jannik Sinner.

## Chung kết ATP

### Đơn: 33 (16 danh hiệu, 17 á quân)
| Giải đấu                          |
| --------------------------------- |
| Grand Slam tournaments (0–0)      |
| ATP World Tour Finals (0–0)       |
| ATP World Tour Masters 1000 (0–3) |
| ATP World Tour 500 Series (0–2)   |
| ATP World Tour 250 Series (16–12) |

| Mặt sân       |
| ------------- |
| Cứng (9–9)    |
| Đất nện (3–7) |
| Cỏ (3–1)      |
| Thảm (1–0)    |

| Kiểu sân          |
| ----------------- |
| Ngoài trời (9–13) |
| Trong nhà (7–4)   |

| Kết quả | Thắng-Thua | Ngày             | Giải đấu                                 | Cấp độ        | Mặt sân  | Đối thủ               | Tỷ số                        |
| ------- | ---------- | ---------------- | ---------------------------------------- | ------------- | -------- | --------------------- | ---------------------------- |
| Á quân  | 0–1        | Th10 năm 2004    | Open de Moselle, Pháp                    | International | Cứng (i) | Jérôme Haehnel        | 6–7(9–11), 4–6               |
| Á quân  | 0–2        | tháng 5 năm 2005 | German Open, Đức                         | Masters       | Đất nện  | Roger Federer         | 3–6, 5–7, 6–7(4–7)           |
| Vô địch | 1–2        | Th6 năm 2005     | Nottingham Open, Vương quốc Anh          | International | Cỏ       | Max Mirnyi            | 6–2, 6–3                     |
| Vô địch | 2–2        | Th6 năm 2006     | Nottingham Open, Vương quốc Anh (2)      | International | Cỏ       | Jonas Björkman        | 6–4, 6–3                     |
| Vô địch | 3–2        | Th7 năm 2006     | Swiss Open, Thụy Sĩ                      | International | Đất nện  | Feliciano López       | 7–6(7–4), 6–7(3–7), 6–3, 6–3 |
| Á quân  | 3–3        | Th8 năm 2006     | Canadian Open, Canada                    | Masters       | Cứng     | Roger Federer         | 6–2, 3–6, 2–6                |
| Vô địch | 4–3        | Th10 năm 2006    | Open Sud de France, Pháp                 | International | Thảm (i) | Marc Gicquel          | 6–3, 6–1                     |
| Á quân  | 4–4        | tháng 5 năm 2007 | Portugal Open, Bồ Đào Nha                | International | Đất nện  | Novak Djokovic        | 6–7(7–9), 6–0, 1–6           |
| Vô địch | 5–4        | Th9 năm 2007     | ATP Mumbai, Ấn Độ                        | International | Cứng     | Olivier Rochus        | 6–3, 6–4                     |
| Á quân  | 5–5        | Th10 năm 2007    | Japan Open, Nhật Bản                     | Intl. Gold    | Cứng     | David Ferrer          | 1–6, 2–6                     |
| Á quân  | 5–6        | Th7 năm 2008     | Stuttgart Open, Đức                      | Intl. Gold    | Đất nện  | Juan Martín del Potro | 4–6, 5–7                     |
| Á quân  | 5–7        | Th1 năm 2010     | Sydney International, Australia          | 250 Series    | Cứng     | Marcos Baghdatis      | 4–6, 6–7(2–7)                |
| Vô địch | 6–7        | tháng 5 năm 2010 | Open de Nice Côte d'Azur, Pháp           | 250 Series    | Đất nện  | Fernando Verdasco     | 6–3, 5–7, 7–6(7–5)           |
| Á quân  | 6–8        | Th8 năm 2010     | Swiss Open, Thụy Sĩ                      | 250 Series    | Đất nện  | Nicolás Almagro       | 5–7, 1–6                     |
| Á quân  | 6–9        | tháng 5 năm 2012 | Portugal Open, Bồ Đào Nha                | 250 Series    | Đất nện  | Juan Martín del Potro | 4–6, 2–6                     |
| Á quân  | 6–10       | Th8 năm 2012     | Canadian Open, Canada                    | Masters 1000  | Cứng     | Novak Djokovic        | 3–6, 2–6                     |
| Vô địch | 7–10       | Th9 năm 2012     | Thailand Open, Thái Lan                  | 250 Series    | Cứng (i) | Gilles Simon          | 6–2, 6–1                     |
| Vô địch | 8–10       | Th1 năm 2013     | Qatar Open, Qatar                        | 250 Series    | Cứng     | Nikolay Davydenko     | 3–6, 7–6(7–4), 6–3           |
| Vô địch | 9–10       | Th2 năm 2013     | Open Sud de France, Pháp (2)             | 250 Series    | Cứng (i) | Benoît Paire          | 6–2, 6–3                     |
| Vô địch | 10–10      | Th10 năm 2013    | Kremlin Cup, Nga                         | 250 Series    | Cứng (i) | Mikhail Kukushkin     | 4–6, 6–4, 6–4                |
| Á quân  | 10–11      | Th2 năm 2014     | Open Sud de France, Pháp                 | 250 Series    | Cứng (i) | Gaël Monfils          | 4–6, 4–6                     |
| Á quân  | 10–12      | Th6 năm 2014     | Eastbourne International, Vương quốc Anh | 250 Series    | Cỏ       | Feliciano López       | 3–6, 7–6(7–5), 5–7           |
| Vô địch | 11–12      | Th2 năm 2015     | Open Sud de France, Pháp (3)             | 250 Series    | Cứng (i) | Jerzy Janowicz        | 3–0 ret.                     |
| Vô địch | 12–12      | tháng 5 năm 2015 | Portugal Open, Bồ Đào Nha                | 250 Series    | Đất nện  | Nick Kyrgios          | 6–3, 6–2                     |
| Vô địch | 13–12      | Th2 năm 2016     | Open Sud de France, Pháp (4)             | 250 Series    | Cứng (i) | Paul-Henri Mathieu    | 7–5, 6–4                     |
| Á quân  | 13–13      | Th10 năm 2016    | Shenzhen Open, Trung Quốc                | 250 Series    | Cứng     | Tomáš Berdych         | 6–7(5–7), 7–6(7–2), 3–6      |
| Vô địch | 14–13      | Th10 năm 2016    | European Open, Bỉ                        | 250 Series    | Cứng (i) | Diego Schwartzman     | 7–6(7–4), 6–1                |
| Á quân  | 14–14      | Th2 năm 2017     | Open Sud de France, Pháp                 | 250 Series    | Cứng (i) | Alexander Zverev      | 6–7(4–7), 3–6                |
| Á quân  | 14–15      | Th2 năm 2018     | Open Sud de France, Pháp                 | 250 Series    | Cứng (i) | Lucas Pouille         | 6–7(2–7), 4–6                |
| Vô địch | 15–15      | Th6 năm 2018     | Rosmalen Championships, Hà Lan           | 250 Series    | Cỏ       | Jérémy Chardy         | 6–3, 7–6(7–5)                |
| Á quân  | 15–16      | Th7 năm 2018     | Swedish Open, Thụy Điển                  | 250 Series    | Đất nện  | Fabio Fognini         | 3–6, 6–3, 1–6                |
| Á quân  | 15–17      | Th7 năm 2021     | Croatia Open, Croatia                    | 250 Series    | Đất nện  | Carlos Alcaraz        | 2–6, 2–6                     |
| Vô địch | 16–17      | Th1 năm 2023     | Auckland Open, New Zealand               | 250 Series    | Cứng     | Cameron Norrie        | 4–6, 6–4, 6–4                |

### Đôi: 4 (2 danh hiệu, 2 á quân)
| Giải đấu                          |
| --------------------------------- |
| Grand Slam tournaments (0–0)      |
| ATP World Tour Finals (0–0)       |
| ATP World Tour Masters 1000 (0–1) |
| ATP World Tour 500 Series (0–0)   |
| ATP World Tour 250 Series (2–1)   |

| Mặt sân       |
| ------------- |
| Cứng (2–1)    |
| Đất nện (0–1) |
| Cỏ (0–0)      |

| Kiểu sân         |
| ---------------- |
| Ngoài trời (1–1) |
| Trong nhà (1–1)  |

| Kết quả | Thắng-Thua | Ngày          | Giải đấu                        | Cấp độ        | Mặt sân  | Đồng đội           | Đối thủ                     | Tỷ số            |
| ------- | ---------- | ------------- | ------------------------------- | ------------- | -------- | ------------------ | --------------------------- | ---------------- |
| Vô địch | 1–0        | Th10 năm 2006 | Moselle Open, Pháp              | International | Cứng (i) | Fabrice Santoro    | Julian Knowle Jürgen Melzer | 3–6, 6–1, [11–9] |
| Á quân  | 1–1        | Th4 năm 2007  | Monte-Carlo Masters, Pháp       | Masters       | Đất nện  | Julien Benneteau   | Bob Bryan Mike Bryan        | 2–6, 1–6         |
| Vô địch | 2–1        | Th1 năm 2008  | Sydney International, Australia | International | Cứng     | Jo-Wilfried Tsonga | Bob Bryan Mike Bryan        | 4–6, 6–4, [11–9] |
| Á quân  | 2–2        | Th11 năm 2009 | St. Petersburg Open, Nga        | 250 Series    | Cứng (i) | Jérémy Chardy      | Colin Fleming Ken Skupski   | 6–2, 5–7, [4–10] |